# Шампейн
Шампейн (на английски: Champaign) е град в Съединените американски щати, в източната част на щата Илинойс.
Градът има население от 71 568 жители през 2005 година.
В града има кампус на Университета на Илинойс в Ърбана-Шампейн.